# إيما ميازاوا
إيما ميازاوا (باليابانية: ラフルアー宮澤エマ) هي تارينتو يابانية، ولدت في 23 نوفمبر 1988 في بونكيو في اليابان.

## وصلات خارجية
- الموقع الرسمي